# EX-386
La carretera EX-386 es de titularidad de la Junta de Extremadura. Su categoría es local. Su denominación oficial es  EX-386 , de  N-V  a Castañar de Ibor por Deleitosa.